# باري ميلس
باري ميلس (بالإنجليزية: Barry Mills) (و. 1948 – 2018 م) هو مهرب مخدرات أمريكي، ولد في ويندسور، سونوما، كاليفورنيا، توفي في كولورادو، عن عمر يناهز 70 عاماً.